# Debrznica
Debrznica – wieś w Polsce położona w województwie lubuskim, w powiecie sulęcińskim, w gminie Torzym.

## Historia
Wieś o nazwie Debrznice wzmiankowana była pierwszy raz w 1350, jako należąca do joannitów z Łagowa. Założona była prawdopodobnie w XIII wieku.
W latach 1975–1998 miejscowość administracyjnie należała do województwa zielonogórskiego.

## Komunikacja
Miejscowość położona jest przy dwóch drogach wojewódzkich: nr 139 Górzyca – Kowalów – Rzepin – Gądków Wielki – Dębrznica i nr 138 Sulęcin – Torzym – Dębrznica – Maszewo – Gubin.

## Zabytki
Do wojewódzkiego rejestru zabytków wpisane są:
- kościół filialny pod wezwaniem Macierzyństwa NMP, neoromański z połowy XIX wieku
- pałac, klasycystyczny z połowy XIX wieku.

We wsi odkryto prehistoryczne mogiły ziemne otoczone kamiennym kręgiem.